# Nikolaj Filipovič Jemeljanov
Nikolaj Filipovič Jemeljanov (rusko Емелья́нов, Никола́й Фили́ппович), ruski general, * 1768, † 1829.
Bil je eden izmed pomembnejših generalov, ki so se borili med Napoleonovo invazijo na Rusijo; posledično je bil njegov portret dodan v Vojaško galerijo Zimskega dvorca.

## Življenje
Leta 1779 je vstopil v Černigovski pehotni polk. V letih 1788–1790 se je bojeval proti Švedom in leta 1799 je sodeloval v italijansko-švicarski kampanji. 
Odlikoval se je v bitki pri Austerlitzu in v bojih proti Turkom (1806–12); 21. julija 1809 je postal poveljnik Viborškega mušketirskega polka in 13. aprila 1811 je bil povišan v polkovnika.
24. avgusta 1811 je postal poveljnik Kabardijanskega pehotnega polka in 10. novembra istega leta poveljnik Keksgolmskega pehotnega polka. Z njim se je udeležil velike patriotske vojne.
13. septembra 1813 je bil povišan v generalmajorja in 8. decembra 1814 je postal poveljnik 2. brigade 1. grenadirske divizije. 
Leta 1821 je postal začasni general 2. regije notranje straže. 7. decembra 1829 se je upokojil.